# AQSIQ - Registrierung für Exporteure von Recyclingmaterial in die V.R. China
Die AQSIQ-Registrierung (englisch Registration of Overseas Supplier of Imported Scrap Materials) wird durch die chinesische Behörde AQSIQ (englisch General Administration of Quality Supervision, Inspection and Quarantine of the People's Republic of China; chinesisch 中华人民共和国国家质量监督检验检疫总局) ausgestellt. Hierbei handelt es sich um eine verpflichtende Registrierung für Exporteure, welche Industrieabfälle und andere Recyclingmaterialien in die Volksrepublik China exportieren wollen. Das Ziel dieser AQSIQ-Registrierung ist, sicherzustellen, dass in die V. R. China eingeführten Materialien den chinesischen Umweltstandards entsprechen und ungefährlich sind.
Es werden keine Einfuhren von nicht registrierten Exporteuren von entsprechenden Materialien in der V. R. China freigegeben, Einfuhren ohne AQSIQ-Registrierung werden verweigert. Zusätzlich müssen die Exportsendungen vorab bei der CCIC (englisch China Certification & Inspection Group; chinesisch 中国检验认证集团) angemeldet und durch diese überprüft werden.

## Produktgruppen
Folgende Produktgruppen sind registrierungspflichtig:
- Metallschrott
- Recycelbare Kunststoffe
- Recycelbare Elektronikbauteile und Altgeräte
- Recycelbare Kabel
- Recycelbares Textilmaterial
- Holzabfälle